# آسلفینگن
آسلفینگن (به آلمانی: Asselfingen) یک شهر در آلمان است که در الب-دانو-کریس واقع شده‌است. آسلفینگن ۱٬۰۱۱ نفر جمعیت دارد.